# Sci di fondo ai IX Giochi olimpici invernali - Staffetta femminile
La competizione della staffetta femminile 3x5 km di sci di fondo ai IX Giochi olimpici invernali si è svolta il 7 febbraio; il percorso aveva partenza e arrivo nello "Stadio del fondo" di Seefeld in Tirol e copriva un dislivello di 64 m. A partire dalle 13:05 presero parte alla competizione 8 squadre nazionali.

## Classifica
| Pos.    | Nazione          | Atleti              | Tempi Individuali | Tempo Totale |
| ------- | ---------------- | ------------------- | ----------------- | ------------ |
| Oro     | Unione Sovietica | Alevtina Kolčina    | 21'17"9           | 59'20"2      |
| Oro     | Unione Sovietica | Evdokija Mekšilo    | 19'08"5           | 59'20"2      |
| Oro     | Unione Sovietica | Klavdija Bojarskich | 18'53"8           | 59'20"2      |
| Argento | Svezia           | Barbro Martinsson   | 21'53"9           | 1:01'27"0    |
| Argento | Svezia           | Britt Strandberg    | 19'51"3           | 1:01'27"0    |
| Argento | Svezia           | Toini Gustafsson    | 19'41"8           | 1:01'27"0    |
| Bronzo  | Finlandia        | Senja Pusula        | 23'45"9           | 1:02'45"1    |
| Bronzo  | Finlandia        | Toini Pöysti        | 19'39"8           | 1:02'45"1    |
| Bronzo  | Finlandia        | Mirja Lehtonen      | 19'19"4           | 1:02'45"1    |
| 4       | Germania         | Christine Nestler   | 22'34"1           | 1:04'29"9    |
| 4       | Germania         | Rita Czech-Blasl    | 21'00"8           | 1:04'29"9    |
| 4       | Germania         | Renate Borges       | 20'55"0           | 1:04'29"9    |
| 5       | Bulgaria         | Roza Dimova         | 24'41"4           | 1:06'40"4    |
| 5       | Bulgaria         | Nadezhda Vasileva   | 21'27"1           | 1:06'40"4    |
| 5       | Bulgaria         | Krăstana Stoeva     | 20'31"9           | 1:06'40"4    |
| 6       | Cecoslovacchia   | Jarmila Škodová     | 24'48"3           | 1:08'42"8    |
| 6       | Cecoslovacchia   | Eva Břízová         | 21'44"1           | 1:08'42"8    |
| 6       | Cecoslovacchia   | Eva Paulusová       | 22'10"4           | 1:08'42"8    |
| 7       | Polonia          | Teresa Trzebunia    | 25'53"4           | 1:08'55"4    |
| 7       | Polonia          | Czesława Stopka     | 22'15"6           | 1:08'55"4    |
| 7       | Polonia          | Stefania Biegun     | 20'46"4           | 1:08'55"4    |
| 8       | Ungheria         | Éva Balázs          | 24'24"8           | 1:10'16"3    |
| 8       | Ungheria         | Mária Tarnai        | 22'59"4           | 1:10'16"3    |
| 8       | Ungheria         | Katalin Hemrik      | 22'52"1           | 1:10'16"3    |